# Hermann Minkowski
Hermann Minkowski (født 22. juni 1864, død 12. januar 1909) var en tysk matematiker og teoretisk fysiker, professor i Bonn, Königsberg, Zürich og Göttingen. 
En af hans første udmærkelser var en pris fra videnskabsakademiet i Paris for en afhandling om fremstillingen af et helt tal som summen af fem kvadrattal. Minkowskis anvendelse af geometriske metoder indenfor talteorien var banebrydende, og hans værker Geometrie der Zahlen (1896) og Diophantische Approximationen (1907) regnes som klassiske på dette område. I fysikken bidrog Minkowski til at skabe det matematiske grundlag for relativitetsteorien.